# Oediceros arcticus
Oediceros arcticus is een vlokreeftensoort uit de familie van de Oedicerotidae. De wetenschappelijke naam van de soort is voor het eerst geldig gepubliceerd in 1861 door Danielssen.